# Merloni
I Merloni sono una dinastia italiana di imprenditori di Fabriano, in provincia di Ancona, impegnata prevalentemente nel settore industriale.

## Storia

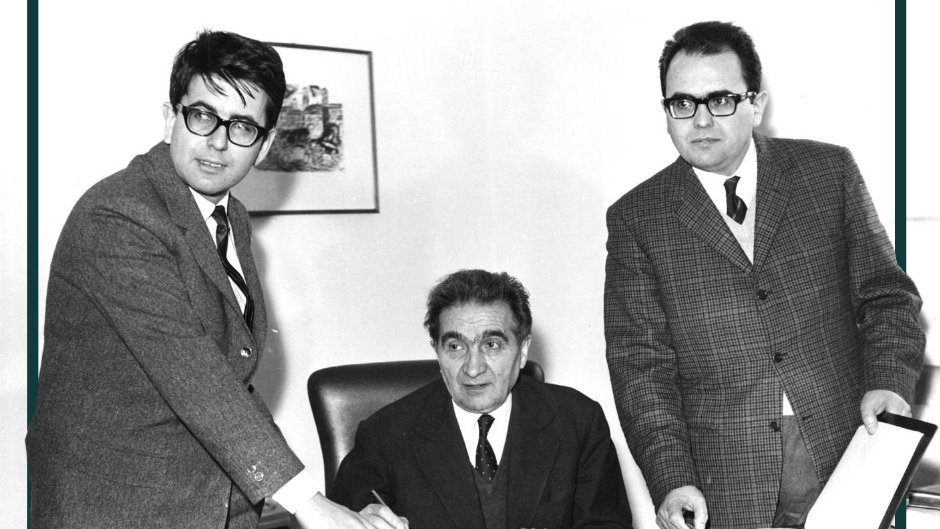
Aristide Merloni con i figli Francesco e Vittorio negli anni sessanta del XX secolo

I Merloni furono all'origine una famiglia di piccoli proprietari terrieri di Albacina, borgo rurale dell'entroterra marchigiano nei pressi di Fabriano, in provincia di Ancona. Nel primo dopoguerra, Aristide Merloni (1897-1970) emigrò in Piemonte, dove svolse dapprima la mansione di operaio, e successivamente di direttore dello stabilimento della Buroni, impresa produttrice di bascule, stadere e altri strumenti per la pesatura professionale a Pinerolo, in provincia di Torino. Nel 1930, fece ritorno ad Albacina, dove fondò una propria ditta artigianale che intraprese la stessa attività, che crebbe rapidamente fino ad assumere dimensioni industriali nel dopoguerra. Negli anni cinquanta, le Industrie Merloni si specializzarono nella produzione di bombole per il gas liquido, di scaldabagni di fornelli a gas, e di elettrodomestici, ed aprirono stabilimenti di produzione in altre località delle Marche. Nel settore degli elettrodomestici, oltre che come terzista operò con il proprio marchio Ariston. Merloni è stato presidente della Cassa di risparmio di Fabriano (1943-51), e svolse attività politica nelle file della Democrazia Cristiana, per cui fu sindaco di Fabriano (1951-61), consigliere della provincia di Ancona (1956-57) e senatore della Repubblica Italiana nelle legislature III, IV e V. Nel 1963, diede vita alla Fondazione Aristide Merloni, con lo scopo di sostenere, anche finanziariamente, la nascita e lo sviluppo delle piccole imprese nel territorio interno delle Marche. Sposato con Maria Mattioli, ebbe quattro figli: Ester, Francesco, Antonio e Vittorio.
Francesco Merloni (1925-2024), entrato nell'azienda di famiglia negli anni cinquanta, ebbe affidato dal padre il ruolo di direttore tecnico. Nel 1975 ha fondato la Merloni Termosanitari S.p.A., specializzata nella produzione di apparecchi termoidraulici, che nel 2009 ha assunto il nome di Ariston Group. Come il padre Aristide, è stato attivo in politica nelle file della Democrazia Cristiana, come deputato nelle legislature VII, VIII, IX, X, XIII, e senatore nelle legislature VI e XI. Nel 1992-93 è stato ministro dei Lavori Pubblici. Sposato e padre di tre figli, di questi, Paolo (1968-vivente) è dirigente d'azienda, che negli anni novanta ha lavorato per la multinazionale McKinsey & Company, e dal 1995 è nell'azienda fondata dal padre, di cui dal 2011 è amministratore delegato.
Al terzogenito di Aristide, Antonio Merloni (1926-2020), anch'egli entrato nell'azienda di famiglia negli anni cinquanta, venne affidata la divisione meccanica.  Nel 1968 si mise in proprio e fondò la ARDO, divenuta Antonio Merloni nel 1989, che si specializzò nella produzione di elettrodomestici per conto terzi. Ha svolto attività politica come sindaco di Fabriano dal 1980 al 1995. È stato sposato e padre di una figlia, Giovanna (1975-vivente), che è stata dirigente e presidente dell'azienda fondata dal padre, ed è imprenditrice agricola.
Vittorio Merloni (1933-2016), il più giovane dei quattro figli di Aristide, entrò nell'azienda di famiglia negli anni sessanta, occupandosi della direzione commerciale. Nel 1973 fondò Merloni Progetti, società d'ingegneria e di contraenza generale con sede a Milano, che ha progettato diversi stabilimenti industriali, molti dei quali all'estero, divenuta nel 2013 Progetti International. Nel 1975 fondò la Merloni Elettrodomestici S.p.A., in cui confluì la produzione degli elettrodomestici come terzista e con il marchio Ariston delle Industrie Merloni. La sua azienda divenne primo produttore italiano di elettrodomestici assumendo anche dimensioni internazionali, con l'acquisizione di Indesit (1987), della francese Scholtès (1989), di Philco Italia (2000), della russa Stinol (2000) e della britannica Hotpoint (2001) e di STAR (2002), e divenne Indesit Company nel 2005. È stato presidente di Confindustria nel 1980-84. Sposato e padre di quattro figli, tre di costoro sono stati membri del CdA di Indesit Company. La primogenita Maria Paola (1963-vivente) è stata deputata per L'Ulivo e per il Partito Democratico nelle legislature XV e XVI, e senatrice per Scelta Civica nella XVII legislatura;  la secondogenita Antonella (1965-vivente) è stata presidente della holding Fineldo nel 2010-14; Andrea (1967-2020) è stato presidente e amministratore delegato di Benelli, casa costruttrice di motociclette e scooter, dal 1996 al 2004, vicepresidente di Indesit Company nel 2008-10 e presidente della medesima azienda nel 2010-14; il gemello Aristide (1967-vivente) è stato presidente della Merloni Progetti nel 2004-13 e presidente di Fineldo nel 2014-20.